# رادیو بی‌بی‌سی

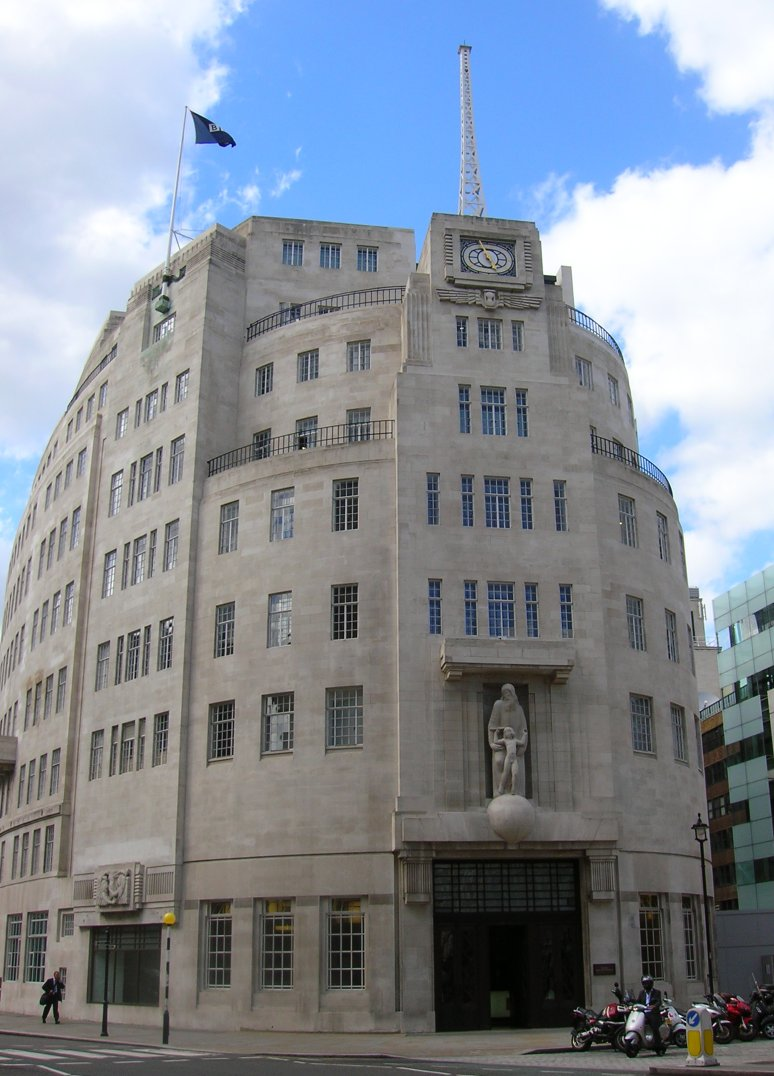
ساختمان مرکزی رادیو بی‌بی‌سی، واقع در خیابان رجنت لندن

رادیو بی‌بی‌سی، بخشی از بنگاه خبررسانی بریتانیا بود که از طریق اینترنت نیز دریافت می‌شد. فعالیت اصلی این رسانه تولید برنامه‌های خبری و سرویس‌های مربوط به این حوزه بود. انواع موسیقی و برنامه‌های سرگرم‌کننده نیز از این رسانه پخش می‌شد.

## رادیوهای داخلی
- بی‌بی‌سی رادیو ۱: بهترین‌های موسیقی و سرگرمی
- بی‌بی‌سی رادیو ۲: پُرشنونده‌ترین رادیوی بریتانیا با ۱۲٫۹ میلیون شنونده در هفته[۱]
- بی‌بی‌سی رادیو ۳: پوشش دهنده سبک‌های خاص موسیقی ازجمله موسیقی کلاسیک، موسیقی ملل، موسیقی جاز و هنرهای نمایشی
- بی‌بی‌سی رادیو ۴: اخبار روز، نمایش و طنز
- بی‌بی‌سی رادیو ۵: رادیوی ۲۴ ساعته ویژه اخبار و میزگردهای سیاسی و اخبار ورزشی

## رادیوهای خارجی
برنامه‌های سرویس جهانی رادیو بی‌بی‌سی به ۳۳ زبان پخش می‌شود.

### بخش فارسی
بخش فارسی رادیو بی‌بی‌سی در روز ۷ دی ۱۳۱۹ (۲۸ دسامبر ۱۹۴۰) در اوایل جنگ جهانی دوم و برای رقابت با بخش فارسی رادیو برلین راه اندازی شد. اولین گوینده رادیوی بی‌بی‌سی فارسی حسن موقر بالیوزی بود. فعالیت بخش فارسی بی‌بی‌سی با پایان جنگ جهانی دوم از برنامه‌های سیاسی به سوی تولید برنامه‌های فرهنگی، آموزشی و سرگرم‌کننده تمایل پیدا کرد و در طول فعالیت خود، یکی از منابع خبری مهم در ایران، افغانستان و تاجیکستان به‌شمار می‌رفت.
این رادیو در تاریخ معاصر ایران، از جمله در دوران ملی شدن صنعت نفت و کودتای ۲۸ مرداد، انقلاب بهمن ۱۳۵۷ و پس از آن، به ویژه پیش از آغاز به کار شبکه‌های تلویزیونی فارسی‌زبان دیگر، نقش بسیار مهمی در اطلاع‌رسانی بازی کرد.
بخش فارسی رادیو بی‌بی‌سی یکشنبه ۶ فروردین ۱۴۰۲ (۲۶ مارس ۲۰۲۳) پس از نزدیک به ۸۳ سال به کار خود پایان داد و تعطیل شد.